# Cy Endfield
Cyril Raker „Cy“ Endfield  (* 10. November 1914 in Scranton, Pennsylvania; † 16. April 1995 in Shipston-on-Stour, England) war ein US-amerikanischer Regisseur, Zauberkünstler und Erfinder, der als Opfer der McCarthy-Ära in Großbritannien arbeitete. Zudem war er auch als Drehbuchautor und Filmproduzent tätig. Sein populärster Film ist Zulu.

## Leben
Cy Endfield besuchte die Yale University und begann seine Laufbahn an der progressiven Theaterszene in New York. Anschließend zog er mit einer eigenen Company durch die Provinz bis nach Montreal. Seine Auftritte bereicherte er mit der Darbietung von Kartentricks. Orson Welles bekam das mit und war so begeistert, dass er ihn engagierte. Endfield begann ab 1942 mit den damals noch verbreiteten Kurzfilmen, leistete seinen Wehrdienst ab und brachte 1950 seinen ersten abendfüllenden Spielfilm Der Gangsterboß von Rocket City (The Underworld Story) heraus, der von der Kritik beachtet wurde. Seine junge Karriere wurde beendet, als ihm während der McCarthy-Ära seine politischen linken Aktivitäten als Student zum Vorwurf gemacht wurden. Er geriet in die Fänge des berüchtigten Komitees für unamerikanische Umtriebe und wurde von den Studios auf die schwarze Liste gesetzt. In Großbritannien konnte er unter verschiedenen Namen arbeiten und amerikanische Schicksalsgenossen beschäftigen. Ein wirklicher Erfolg gelang ihm erst 1963 mit dem Monumentalfilm Zulu. Das ausschweifende Leben des Marquis de Sade (De Sade) wurde wieder mit amerikanischem Geld gedreht. Nach dem Misserfolg von Universal Soldier wurde es still um den Regisseur. 1979 trat er letztmals als Drehbuchautor für Die letzte Offensive in Erscheinung.
Cy Endfield gilt als Erfinder einer Akkordtastatur, des Microwriters.

## Filmografie (Auswahl)

### Regisseur
- 1943: Inflation (Kurzfilm)
- 1944: Radio Bugs (Kurzfilm)
- 1944: Tale of a Dog (Kurzfilm)
- 1944: Dancing Romeo (Kurzfilm)
- 1945: The Great American Mug (Kurzfilm)
- 1946: Our Old Car (Kurzfilm)
- 1946: Gentleman Joe Palooka
- 1947: Stork Bites Man
- 1948: The Argyle Secrets
- 1949: Joe Palooka in the Big Fight
- 1950: Der Gangsterboß von Rocket City (The Underworld Story)
- 1950: Aufruhr in Santa Sierra (The Sound of Fury)
- 1952: Tarzan, der Verteidiger des Dschungels (Tarzan’s Savage Fury)
- 1953: Colonel March Investigates
- 1953: Wer ist Kendall Brown? (The Limping Man)
- 1954: Geheimplan 701 (The Master Plan)
- 1954: In die Falle gegangen (Impulse)
- 1955: The Secret
- 1956: Ein Kind kommt ins Haus (Child in the House)
- 1957: Duell am Steuer (Hell Drivers)
- 1958: Wütende See (Sea Fury)
- 1959: Der Tod hat Verspätung (Jet Storm)
- 1960: Die geheimnisvolle Insel (Mysterious Island)
- 1963: Zulu
- 1965: Die Verdammten der Kalahari (Sands of the Kalahari)
- 1969: Das ausschweifende Leben des Marquis de Sade (De Sade)
- 1971: Universal Soldier

### Drehbuchautor
- 1946: Skandal im Sportpalast (Joe Palooka, Champ)
- 1946: Gentleman Joe Palooka
- 1946: Mr. Hex
- 1947: Hard Boiled Mahoney
- 1947: Stork Bites Man
- 1948: The Argyle Secrets
- 1949: Joe Palooka in the Counterpunch
- 1954: Geheimplan 701 (The Master Plan)
- 1954: In die Falle gegangen (Impulse)
- 1955: The Secret
- 1956: Ein Kind kommt ins Haus (Child in the House)
- 1957: Duell am Steuer (Hell Drivers)
- 1958: Wütende See (Sea Fury)
- 1959: Der Tod hat Verspätung (Jet Storm)
- 1963: Zulu
- 1965: Die Verdammten der Kalahari (Sands of the Kalahari)
- 1971: Universal Soldier
- 1979: Die letzte Offensive (Zulu Dawn)

### Filmproduzent
- 1963: Zulu
- 1965: Die Verdammten der Kalahari (Sands of the Kalahari)